# A szakasz
A szakasz (eredeti angol címe: Platoon) 1986-ban bemutatott amerikai-brit háborús filmdráma Oliver Stone rendezésében. Egyike volt az első olyan alkotásoknak, amelyek kíméletlenül szembesítették a társadalmat a vietnámi háborúban elkövetett bűnökkel. A film 1987-ben Oscar-díjat nyert a legjobb film, a legjobb rendezés, a legjobb vágás és a legjobb hang kategóriákban.

## Cselekmény
Oliver Stone (aki maga is harcolt Vietnámban) részben saját élményeiből írta meg a háborúba önként jelentkező naiv és lelkes fiatal, Chris Taylor (Charlie Sheen) történetét és pokoljárását. Taylor az egyetemet hagyta ott, hogy Vietnámba menjen harcolni egy olyan ügyért, amelyről azt hitte, hazáját és Vietnám felszabadítását szolgálja.
A repülőről leszállva azonban máris egy másik világban találja magát. Ott, ahol nem lelkes amerikaiak indulnak harcba a hazáért, hanem ahol elgyötört, megfáradt, fásult és kiábrándult, italba, drogokba és értelmetlen erőszakba menekült férfiak számolják a napokat, amelyek elválasztják őket a biztonságos hazaúttól.
Chris szakaszát két sokat tapasztalt katona vezeti. Barnes törzsőrmester (Tom Berenger), akinek sebhelyek szántotta arca híven tükrözi lelke romlottságát és Grodin őrmester (Willem Dafoe), a nyugalom, a morál és a tisztesség élő szobra, aki másokkal ellentétben még mindig az első sorban harcol, segíti embereit és példát mutat nekik – annak ellenére, hogy ő maga már régóta nem hisz a háborúban és a homályos célokban. A háborúban elkövetett bűnök és az erőszak áll a történet középpontjában, ebből adódik a Barnes és Grodin közötti konfliktus.
Chris számára életre szóló tanulság a háború, úgy érzi, hogy nem is az ellenséggel harcolnak, hanem saját magukkal.

## Szereplők
| Szereplő                         | Színész              | Magyar hang          |
| -------------------------------- | -------------------- | -------------------- |
| Robert Barnes törzsőrmester      | Tom Berenger         | Haás Vander Péter    |
| Elias Grodin őrmester            | Willem Dafoe         | Végh Péter           |
| Chris Taylor                     | Charlie Sheen        | Rátóti Zoltán        |
| Harold                           | Forest Whitaker      | Széles László        |
| Rhah                             | Francesco Quinn      | Barbinek Péter       |
| Red O'Neill őrmester             | John C. McGinley     | Pusztaszeri Kornél   |
| Sal                              | Richard Edson        | Szerémi Zoltán       |
| Bunny                            | Kevin Dillon         | Forgács Péter        |
| Junior                           | Reggie Johnson       | Kautzky Armand       |
| King                             | Keith David          | Rékasi Károly        |
| Gator Lerner                     | Johnny Depp          | Lippai László        |
| Tex                              | David Neidorf        | Incze József         |
| Wolfe hadnagy                    | Mark Moses           | Szabó Sipos Barnabás |
| Crawford                         | Chris Pedersen       | Zubornyák Zoltán     |
| Warren                           | Tony Todd            | Reisenbüchler Sándor |
| Tony                             | Ivan Kane            | Mertz Tibor          |
| Sanderson                        | J. Adam Glover       | Csankó Zoltán        |
| Francis                          | Corey Glover         | Bor Zoltán           |
| Gardner                          | Bob Orwig            | Kocsis György        |
| Manny                            | Corkey Ford          | nem szólal meg       |
| Harris százados                  | Dale Dye             | Orosz István         |
| Rodriguez                        | Chris Castillejo     | Imre István          |
| Doki                             | Paul Sanchez         | Varga T. József      |
| Morehouse                        | Kevin Eshelman       | Wohlmuth István      |
| Ace                              | James Terry McIlvain | Halmágyi Sándor      |
| Parker                           | Peter Hicks          | ?                    |
| Flash                            | Basile Achara        | ?                    |
| Fu Sheng                         | Steve Barredo        | ?                    |
| Tubbs                            | Andrew B. Clark      | Győri Péter          |
| Alpha Company őrnagy a bunkerben | Oliver Stone         | Kárpáti Tibor        |
| Pilóta                           | ?                    | Holl Nándor          |

## Díjak és jelölések
- Oscar-díj (1987) 
  - díj: legjobb film – Arnold Kopelson
  - díj: legjobb rendező – Oliver Stone
  - díj: legjobb hang – John Wilkinson, Richard D. Rogers, Charles Grenzbach, Simon Kaye
  - díj: legjobb vágás – Claire Simpson
  - jelölés: legjobb férfi mellékszereplő – Tom Berenger
  - jelölés: legjobb férfi mellékszereplő – Willem Dafoe
  - jelölés: legjobb operatőr – Robert Richardson
  - jelölés: legjobb eredeti forgatókönyv – Oliver Stone
- Golden Globe-díj (1987) 
  - díj: Legjobb filmdráma
  - díj: Legjobb rendező – Oliver Stone
  - díj: Legjobb mellékszereplő – Tom Berenger
  - jelölés: legjobb forgatókönyv – Oliver Stone
- BAFTA-díj (1988)
  - díj: legjobb rendező – Oliver Stone
  - díj: legjobb vágás – Claire Simpson
  - jelölés:legjobb operatőr – Robert Richardson
- Berlini Nemzetközi Filmfesztivál (1987)
  - díj: Ezüst Medve – Oliver Stone
  - jelölés: Arany Medve – Oliver Stone